# E2型柴油机车
E2型柴油机车是美国通用汽车电气动力公司（EMC）为联合太平洋铁路、芝加哥和西北鐵路、南太平洋鐵路设计制造的一款干线客运柴油机车，也是电气动力公司的第三款E系列柴油机车。
1937年，电气动力公司同时推出三款大同小异的干线客运柴油机车，分别是为巴爾的摩與俄亥俄鐵路提供的EA/EB型柴油机车、为聖塔菲鐵路提供的E1型柴油机车，以及为联合太平洋铁路、芝加哥和西北鐵路、南太平洋鐵路提供的E2型柴油机车。每组E2型柴油机车是由一节设有司机室的A节机车，和两节无司机室的B节机车固定重联而成，机车单节功率为1800马力，每组机车的牵引功率为5400马力。机车采用整体承载结构的棚式车体，作为老牌汽车制造商的通用汽车深知车辆外形设计的重要性，因此在这三款柴油机车均采用了创新的流线型外形，其中EA/EB、E1型柴油机车使用俗称为“斜鼻子”（slant nose）的车头，而E2型柴油机车则使用俗称为“斗牛犬”（bulldog nose）的车头。
每节机车装有两组完全相同的900马力柴油发电机组，采用两台温顿发动机公司的12-201A型二冲程柴油机。每节机车的电传动系统由两台D4型直流牵引发电机和四台D7型直流牵引电动机组成，A节机车还设有电阻制动装置。每节机车均采用A1A-A1A轴式配置，走行部为两台布贝格式三轴转向架，转向架的中间轴没有牵引电动机。这种转向架由工程师马丁·布贝格设计，车体重量通过中心销、摇枕、构架等部件由两台转向架承担，这种转向架以后成为了易安迪E系列、F系列柴油机车的标准转向架。机车上还搭载了为旅客列车供暖的蒸汽锅炉。
1937年，电气动力公司先后制造了两组E2型柴油机车，包括两台A节机车和四台B节机车。这两组机车由联合太平洋铁路、芝加哥和西北鐵路、南太平洋鐵路联合拥有，分别用于牵引“旧金山城号”和“洛杉矶城号”旅客列车。1940年，E2型柴油机车被新一代的E6型柴油机车取代，同时结束了机车的联合拥有权制度；四台B节机车全部由联合太平洋铁路继承并一直运用到1953年，后来被改造成E8型柴油机车；而其中一台A节机车被南太平洋铁路继承，后来亦被改造成E7型柴油机车；另外一台A节机车则被芝加哥和西北鐵路继承，至1953年因列车相撞事故而报废。